# Yulin Dog Meat Festival
Yulin Dog Meat Festival är en årlig festival i Yulin, Guangxi, Kina, under vilken stora mängder hundkött konsumeras. Festivalen varar i tio dagar och uppskattningsvis konsumeras 10 000 till 15 000 hundar under den tiden. Festivalen och det brutala sätt som hundarna dödas på kritiseras häftigt av djurrättsaktivister världen över.